# Buddy (Looney Tunes)
Buddy es un personaje de dibujos animados de la Warner Bros. Apareció por primera vez en la serie Looney Tunes  de dibujos animados.

## Looney Tunes
Buddy tiene su origen en el caos que siguió a la ruptura de relaciones entre los animadores Hugh Harman y Rudy Ising del productor Leon Schlesinger. Sin sus animadores y Bosko the Kid Talk-Ink, el personaje estrella que habían llevado con ellos, Schlesinger estaba desesperado por construir su propio estudio de dibujos animados y mantener su contrato con Warner Bros. Schlesinger atrajo a varios animadores de otros estudios, entre ellos Tom Palmer de Disney. Schlesinger pidió a sus nuevos empleados que crearan un personaje estrella para el estudio, y Palmer creó a Buddy en 1933. El personaje tuvo un comienzo con problemas cuando Warner Bros. se negó a aceptar sus dos primeros dibujos animados, provocando que Palmer fuera despedido y que Friz Freleng fuera llamado para volver a editarlos y condensarlos en un único corto. En el libro Of Mice and Magic: A History of American Animated Cartoons, el animador Bob Clampett se cita describiendo a Buddy como un "Bosko de cara blanca". A pesar de estos problemas iniciales, Buddy pasaría a ser el personaje clave del estudio por los próximos dos años.
La música domina el mundo de Buddy. Los personajes añaden efectos visuales a la banda sonora y participan en bromas. Buddy es por lo general acompañado en sus películas por su novia flapper, Cookie, y su perro, Towser. El personaje sería la estrella en 23 dibujos animados desde 1933 hasta 1935 antes de retirarse para dar paso a nuevo personaje llamado Beans el gato, que se convirtió en el tercer Looney Tunes estrella. La voz de Buddy se llevó a cabo por el animador Jack Carr.

## Filmografía
| Película                 | Fecha de lanzamiento     |
| ------------------------ | ------------------------ |
| Buddy's Day Out          | 9 de septiembre de 1933  |
| Buddy's Beer Garden      | 18 de noviembre de 1933  |
| Buddy's Show Boat        | 9 de diciembre de 1933   |
| Buddy the Gob            | 13 de enero de 1934      |
| Buddy and Towser         | 24 de febrero de 1934    |
| Buddy's Garage           | 14 de abril de 1934      |
| Buddy's Trolley Troubles | 5 de mayo de 1934        |
| Buddy of the Apes        | 26 de mayo de 1934       |
| Buddy's Bearcats         | 23 de junio de 1934      |
| Buddy's Circus           | 25 de agosto de 1934     |
| Buddy the Detective      | 15 de septiembre de 1934 |
| Viva Buddy               | 29 de septiembre de 1934 |
| Buddy the Woodsman       | 20 de octubre de 1934    |
| Buddy's Adventures       | 17 de noviembre de 1934  |
| Buddy the Dentist        | 15 de diciembre de 1934  |
| Buddy's Theater          | 16 de febrero de 1935    |
| Buddy's Pony Express     | 9 de marzo de 1935       |
| Buddy of the Legion      | 6 de abril de 1935       |
| Buddy's Lost World       | 18 de mayo de 1935       |
| Buddy's Bug Hunt         | 22 de junio de 1935      |
| Buddy in Africa          | 6 de julio de 1935       |
| Buddy Steps Out          | 20 de julio de 1935      |
| Buddy the Gee Man        | 24 de agosto de 1935     |

## Mr. and Mrs. is the Name
En 1934 Merrie Melodies realizó un corto de dibujos animados llamado "Mr. and Mrs. Is the Name", en la que los personajes de sirena se le aparecen a Buddy y a Cookie para encontrar un tesoro. Fue la primera aparición en color de Buddy. Sin embargo, la oficialidad del corto resulta dudosa, debido a que los personajes no son nombrados.

## Apariciones recientes
La primera (y única hasta ahora) aparición de Buddy con nuevo aspecto después de su serie original, fue en 1993 en la serie animada Animaniacs, donde apareció en el episodio "El 65° aniversario de los hermanos Warner", emitido el 23 de mayo de 1994.,pero el director le dijo al creador que debía agregarle más personajes y además que fuera gracioso,a los cortos de Buddy le agregaron a Yakko,Wakko y Dot que lo golpeaban con mazos.los hermanos Warner se hicieron más famosos que el y Tadeo Plotz lo echó,como venganza el disfrazado colocó una bomba en una caja debajo del atríl donde los hermanos Warner iban a dar su discurso agradeciendo a todos los que trabajaron con ellos,pero de pronto lo nombraron y salió a la vista de todos a dar una palabras,escuchó un ruido y le explotó el explosívo que él había puesto,voló por el aire y se le cayó encima un mazo gigante que lo aplastó.el es un personaje real creado por los estudios Warner
En la "Historia de Detectives" serie de la PBS, una colección de celdas de Amigos fue el foco de un episodio de la serie en 2010.